# Campionati europei di atletica leggera 2010 - 3000 metri siepi femminili
La competizione si svolse tra il 28 ed il 30 luglio 2010.

## Record
Prima di questa competizione, il record del mondo (RM), il record europeo (EU) ed il record dei campionati (RC) sono i seguenti:
| Record                | Prestazione | Atleta                    | Data                            | Competizione                                |
| --------------------- | ----------- | ------------------------- | ------------------------------- | ------------------------------------------- |
| Record mondiale       | 8'58"81     | Gulnara Samitova Russia   | 17 agosto 2008 Pechino, Cina    |                                             |
| Record europeo        | 8'58"81     | Gulnara Samitova Russia   | 17 agosto 2008 Pechino, Cina    |                                             |
| Record dei campionati | 10"73       | Alesya Turava Bielorussia | 12 agosto 2006 Göteborg, Svezia | Campionati europei di atletica leggera 1998 |

## Programma
| Data           | Ora   | Turno    |
| -------------- | ----- | -------- |
| 28 luglio 2010 | 11:30 | 1º turno |
| 30 luglio 2010 | 20:25 | Finale   |

## Risultati

### 1º turno
Passano i primi 4 in ogni batteria (Q) e i migliori 4 tempi (q).

#### Batteria 1
| Posizione | Corsia | Nome                 | Nazionalità | Tempo    | Note |
| --------- | ------ | -------------------- | ----------- | -------- | ---- |
| 1         | 3      | Wioletta Frankiewicz | Polonia     | 9'46"38  | Q    |
| 2         | 9      | Yuliya Zarudneva     | Russia      | 9'46"40  | Q    |
| 3         | 6      | Hatti Dean           | Regno Unito | 9'46"43  | Q    |
| 4         | 10     | Ancuta Bobocel       | Romania     | 9'48"01  | Q    |
| 5         | 5      | Zulema Fuentes-Pila  | Spagna      | 9'50"97  | q    |
| 6         | 1      | Rosa María Morató    | Spagna      | 9'53"96  |      |
| 7         | 2      | Sandra Eriksson      | Finlandia   | 9'55"73  |      |
| 8         | 4      | Lívia Tóth           | Ungheria    | 10'03"97 |      |
| 9         | 8      | Lyudmila Kuzmina     | Russia      | 10'10"83 |      |
| 10        | 7      | Stephanie O'Reilly   | Irlanda     | 10'13"94 |      |
|           | 11     | Iríni Kokkinaríou    | Grecia      |          | NF   |

#### Batteria 2
| Posizione | Corsia | Nome               | Nazionalità | Tempo    | Note |
| --------- | ------ | ------------------ | ----------- | -------- | ---- |
| 1         | 6      | Layes Abdullayeva  | Azerbaigian | 9'40"42  | Q, = |
| 2         | 10     | Lyubov Kharlamova  | Russia      | 9'40"81  | Q    |
| 3         | 1      | Katarzyna Kowalska | Polonia     | 9'41"14  | Q    |
| 4         | 11     | Marta Domínguez    | Spagna      | 9'41"93  | Q    |
| 5         | 8      | Sophie Duarte      | Francia     | 9'42"33  | q    |
| 6         | 9      | Fionnuala Britton  | Irlanda     | 9'44"84  | q    |
| 7         | 3      | Oxana Juravel      | Moldavia    | 9'53"43  | q    |
| 8         | 5      | Marcela Lustigová  | Rep. Ceca   | 10'05"22 |      |
| 9         | 2      | Binnaz Uslu        | Turchia     | 10'15"28 |      |
| 10        | 4      | Barbara Parker     | Regno Unito | 10'20"99 |      |
|           | 7      | Ulrika Johansson   | Svezia      |          | NF   |

#### Sommario
| Posizione | Batteria | Corsia | Nome                 | Nazionalità | Tempo    | Note |
| --------- | -------- | ------ | -------------------- | ----------- | -------- | ---- |
| 1         | 2        | 6      | Layes Abdullayeva    | Azerbaigian | 9'40"42  | Q,   |
| 2         | 2        | 10     | Lyubov Kharlamova    | Russia      | 9'40"81  | Q    |
| 3         | 2        | 1      | Katarzyna Kowalska   | Polonia     | 9'41"14  | Q    |
| 4         | 2        | 11     | Marta Domínguez      | Spagna      | 9'41"93  | Q    |
| 5         | 2        | 8      | Sophie Duarte        | Francia     | 9'42"33  | q    |
| 6         | 2        | 9      | Fionnuala Britton    | Irlanda     | 9'44"84  | q    |
| 7         | 1        | 3      | Wioletta Frankiewicz | Polonia     | 9'46"38  | Q    |
| 8         | 1        | 9      | Yuliya Zarudneva     | Russia      | 9'46"40  | Q    |
| 9         | 1        | 6      | Hatti Dean           | Regno Unito | 9'46"43  | Q    |
| 10        | 1        | 10     | Ancuta Bobocel       | Romania     | 9'48"01  | Q    |
| 11        | 1        | 5      | Zulema Fuentes-Pila  | Spagna      | 9'50"97  | q    |
| 12        | 2        | 3      | Oxana Juravel        | Moldavia    | 9'53"43  | q    |
| 13        | 1        | 1      | Rosa María Morató    | Spagna      | 9'53"96  |      |
| 14        | 1        | 2      | Sandra Eriksson      | Finlandia   | 9'55"73  |      |
| 15        | 1        | 4      | Lívia Tóth           | Ungheria    | 10'03"97 |      |
| 16        | 2        | 5      | Marcela Lustigová    | Rep. Ceca   | 10'05"22 |      |
| 17        | 1        | 8      | Lyudmila Kuzmina     | Russia      | 10'10"83 |      |
| 18        | 1        | 7      | Stephanie O'Reilly   | Irlanda     | 10'13"94 |      |
| 19        | 2        | 2      | Binnaz Uslu          | Turchia     | 10'15"28 |      |
| 20        | 2        | 4      | Barbara Parker       | Regno Unito | 10'20"99 |      |
|           | 2        | 7      | Ulrika Johansson     | Svezia      | NF       |      |
|           | 1        | 11     | Iríni Kokkinaríou    | Grecia      | NF       |      |